# Каниж
Ка́ниж (укр. Каніж) — село в Новомиргородской городской общине Новоукраинского района Кировоградской области Украины.

## История
В 1751—1752 гг на свободных и малозаселенных землях Дикого Поля, на правобережье р. Днепр, по разрешению императрицы Елизаветы, поселились переселенцы из Сербии во главе с генерал-майором Иваном Хорватом: два гусарских полка и два пандорских (отличающихся исключительной храбростью) пехотных полка. Это 620 семей (сербы, болгары, молдаване). Каждая семья получила землю, жалованье, права, привилегии и т. д. Расселились ротами по южной границе и вдоль реки Большая Высь.
Десятая рота — будущее село Каниж
Девятая рота — будущее село Панчево
Восьмая рота — будущее село Мартоноша
Село входило в Панчевскую волость, Елисаветградского уезда, Херсонской губернии, Российской империи. К 1886 году имело 552 двора, 2596 жителей, церковь и школу.
До 2020 года село входило в Новомиргородский район

## Население
Население по переписи 2001 года составляло 1147 человек. Почтовый индекс — 26035. Телефонный код — 5256. Код КОАТУУ — 3523883201.

## Известные жители
- Бронислав Спрынчан (1928—2008) — белорусский советский писатель.
- Хлопенко, Алексей Ефимович — советский военачальник.